# Desingy
 Desingy  (en francoprovenzal Desingi) es una población y comuna francesa, en la región de Ródano-Alpes, departamento de Alta Saboya, en el distrito de Saint-Julien-en-Genevois y cantón de Seyssel.

## Demografía
| 521 | 475 | 474 | 450 | 512 | 603 |
| Para los censos de 1962 a 1999 la población legal corresponde a la población sin duplicidades (Fuente: INSEE [Consultar]) |     |     |     |     |     |